# Catalunya Sí que es Pot
Catalunya Sí que es Pot (acrònim CSQP) fou una coalició d'esquerres integrada per Iniciativa per Catalunya Verds, Esquerra Unida i Alternativa, Podem i Equo. Es va formar el juliol de 2015 a imatge de la fórmula de Barcelona en Comú per a la ciutat de Barcelona, amb l'objectiu de presentar-se a les eleccions al Parlament de Catalunya de 2015 i les eleccions generals espanyoles de 2015.

## Història

### Primeres converses

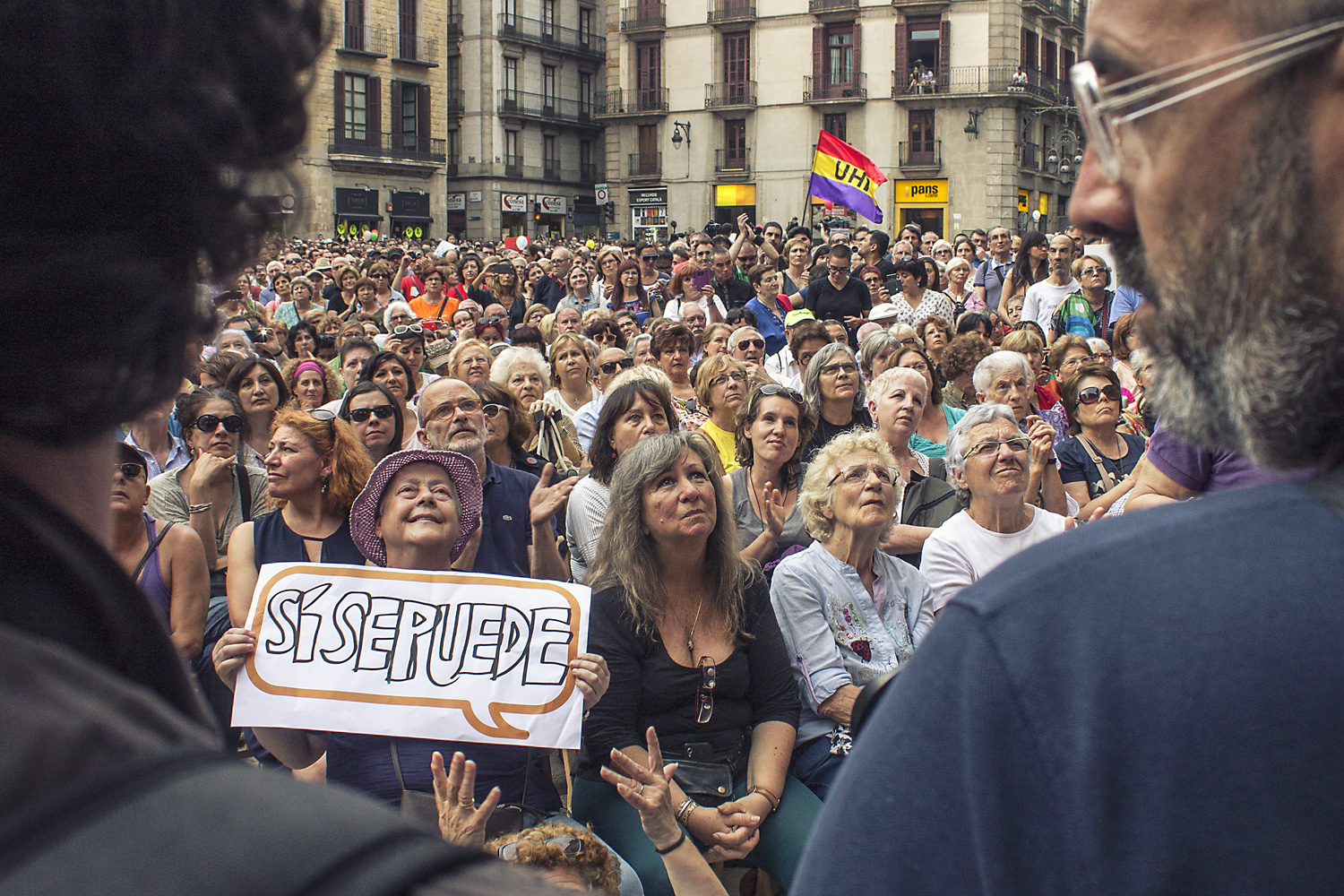
L'èxit de la plataforma liderada per Ada Colau va fer plantejar-se la possibilitat de replicar el model a nivell català

Arran dels bons resultats de diverses coalicions d'esquerres a les eleccions municipals del maig de 2015, i especialment després de la victòria de Barcelona en Comú a l'Ajuntament de Barcelona, es va plantejar la possibilitat de repetir la fórmula en les eleccions al Parlament de Catalunya, programades per al setembre del mateix any. El primer nom que es va teoritzar fou «Catalunya en Comú». Poc després algunes enquestes van vaticinar que una hipotètica «Catalunya en Comú» disputaria la victòria al sector més sobiranista, amb una forquilla de vots estimada que els atorgaria entre 30 i 31 escons, sempre segons l'enquesta.
Els partits van proposar els seus candidats per encapçalar la coalició —Joan Coscubiela per ICV, Albano Dante Fachin per Podem i Teresa Forcades per Procés Constituent—, però cap no va comptar amb el consens de la resta de membres.
A finals de juny de 2015, la cúpula d'Iniciativa es va reunir amb Pablo Iglesias i el seu equip a Barcelona, on van acordar la possibilitat de presentar un candidat "nou" a les eleccions. Un altre possible nom que es va plantejar fou Ara Catalunya. El nom finalment escollit fou «Catalunya Sí que es Pot», al·ludint al Sí que es pot fet servir pels moviments socials.

### Presentació oficial

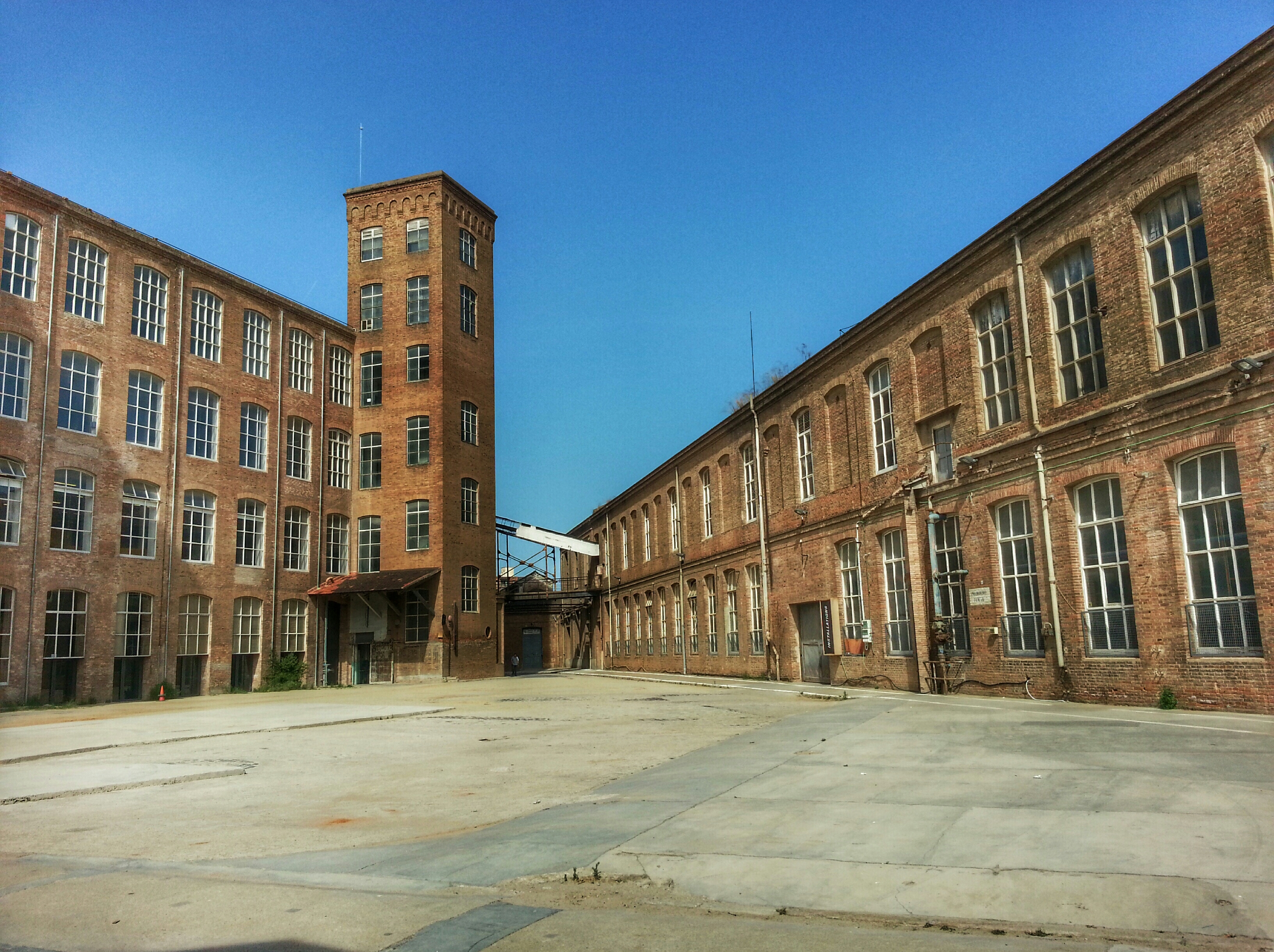
La presentació oficial de la coalició va tenir lloc a l'exterior de la Fàbrica Fabra i Coats de Barcelona.

El 19 de juliol de 2015 es va presentar el preacord de confluència a la Fabra i Coats de la ciutat de Barcelona, amb Iniciativa per Catalunya, Esquerra Unida i Alternativa i Podem. Durant l'acte, l'organització va rebre el suport de l'escriptora Najat El Hachmi i del periodista Antonio Franco. En la seva presentació es va criticar la llista unitària, titllant-la com a llista de Mas, i es van presentar com una coalició oberta a properes incorporacions.
Després d'una reunió entre Joan Herrera i Pablo Iglesias, es va fer públic que es repetiria la coalició ICV-Podem a les eleccions generals espanyoles de 2015; i que el grup resultant, encara sense marca oficial però directament relacionat amb Catalunya Sí que es pot, tindria grup propi al Congrés dels Diputats. El 23 de juliol de 2015 es va fer públic que Lluís Rabell encapçalaria la llista per Barcelona.
El 25 de juliol, Procés Constituent va refusar incorporar-se a la coalició. Per altra banda, l'assemblea d'Equo Catalunya el 28 de juliol, en una votació en línia, va decidir incorporar-se a aquesta candidatura.

### Campanya electoral
Van triar el Casinet d'Hostafrancs com l'espai on van donar el tret de sortida a la seva campanya electoral per a les Eleccions al Parlament de Catalunya de 2015. Dies abans, Pablo Iglesias, en un acte del partit, va "demanar el vot d'aquells que no s'avergonyeixen de tenir pares andalusos o extremenys". Aquesta frase li va valer la crítica de la resta de partits, que el van acusar d'etnicista i lerrouxista.
El partit va presentar una campanya basada en la crítica a Artur Mas, amb l'objectiu de comparar-lo amb Mariano Rajoy com a vinculat a la corrupció i a les retallades, per consolidar-se com a segon partit i lluitant amb Ciutadans pels votants no sobiranistes.
En el seu inici de campanya, es va informar que Podemos tindria un paper molt rellevant. Més enllà de la frase I tant que PODEM encastada dins del seu cartell electoral amb la tipografia de Podemos, es va fer públic que tant Íñigo Errejón com Pablo Iglesias hi participarien activament.

### Resultats
La coalició va treure 11 diputats al Parlament de Catalunya. Dels 11 diputats electes, 4 eren militants d'Iniciativa per Catalunya Verds, 4 de Podem, 1 d'Esquerra Unida i Alternativa i 2 eren independents. Rabell va assumir-ho com una derrota argumentant la polarització entre el Sí i el No (a la independència de Catalunya) que havia tingut la campanya electoral. El partit havia intentat defugir la qüestió nacional durant la campanya i centrar el seu discurs en una proposta social i en una forta crítica a la gestió d'Artur Mas. El partit havia aparegut com a segona força possible a les primeres enquestes, però una campanya polaritzada i un candidat poc conegut no van permetre aconseguir els resultats esperats. Pablo Iglesias va declarar, en comentar els resultats, que volia ser el primer president del govern espanyol que escoltés els catalans.

## Ideologia
El manifest fundacional d'aquesta plataforma alternativa a Mas advocava per una República catalana que, no obstant això, veu compatible tant amb l'horitzó independentista com amb un de federalista o confederalista. La coalició presentà un programa de marcat perfil social, amb unes línies bàsiques d'actuació centrades en la creació d'un Pla de Rescat Ciutadà per a actuar contra les desigualtats socials, la realització d'una auditoria ciutadana en relació amb deute de la Generalitat de Catalunya, la nacionalització d'aquells serveis públics executats pel sector privat, promoure una educació de qualitat en una societat igualitària i sense corrupció, i en un país solidari.

## Composició
| Partit | Partit                                 |
| ------ | -------------------------------------- |
|        | Podem                                  |
|        | Iniciativa per Catalunya - Verds (ICV) |
|        | Esquerra Unida i Alternativa (EUiA)    |
|        | Equo                                   |

## Resultats electorals

### Eleccions al Parlament
| Parlament de Catalunya |         |       |    |          |     |              |          |
| Any                    | Vots    | %     | #  | Escons   | +/– | Líder        | Govern   |
| 2015                   | 367,613 | 8.94% | 4t | 11 / 135 | 2   | Lluís Rabell | Oposició |

## Membres destacats
El 24 de juliol de 2015 es va fer públic que Lluís Rabell encapçalaria la llista a la circumscripció de Barcelona, seguit de Jéssica Albiach (Podem) i Joan Coscubiela (ICV), que actuarà de portaveu de la candidatura. Dins de la coalició apareixen o s'han proposat diverses personalitats destacades, ja sigui per la seva trajectòria política o per altres motius.
En la llista presentada per a les eleccions del 27 de setembre hi apareixien:
- Lluís Rabell, cap de llista per a Barcelona. Llicenciat en traducció i interpretació (la Universitat que esmenta no ha fet mai aquesta llicenciatura, Montpeller), a més d'empresari. Implicat en els moviments veïnals on va arribar a presidir l'Associació de Veïns de l'Esquerra de l'Eixample. Més tard va assumir la presidència de la Federació d'Associacions de Veïns i Veïnes de Barcelona.
- Gemma Lienas, número dos per a Barcelona. Escriptora i guanyadora de diversos premis nacionals com el Ramon Llull de les Lletres Catalanes, i internacionals, com la menció d'honor de l'IBBY. A les eleccions municipals del 2015 va donar suport a la candidatura de Barcelona en Comú, en la qual va anar de número trenta-sis a la llista. Anteriorment havia militat al PSC i a ICV-EUiA.
- Joan Coscubiela, número tres a la llista per a Barcelona. Havia estat secretari general de CCOO durant tretze anys, membre del consell assessor d'Endesa a petició del PSOE i des del 2011 era diputat d'ICV-EUiA al Congrés dels Diputats espanyol, adscrit dins del grup parlamentari d'Esquerra plural.
- Àngels Martínez, número quatre. Doctora en ciències econòmiques per la UB, als vuit anys ja militava al PSUC. Col·laboradora del PCC i més tard d'EUiA, va esdevenir la primera dona candidata del partit a les eleccions al Parlament Europeu. A les eleccions municipals del 2015, va ocupar el lloc trenta-dos de la llista de Barcelona en Comú.
- Albano Dante Fachin, número cinc. Conegut anteriorment per ser un dels fundadors de la revista Cafèambllet.com, publicació que va obtenir notorietat amb les denúncies d'opacitat i irregularitats en la gestió dels hospitals de Blanes i Calella. El 12 de maig de 2015 va anunciar que deixava de participar en aquesta revista per presentar-se a les primàries de Podem.[23] Albano Dante ja havia militat a Procés Constituent i havia participat en Grupo Anticorrupción.[24] Finalment el 12 de juny de 2015 guanyaria les primàries per ser candidat de Podem Catalunya amb un 64% dels suports en una votació en què "a penes havien participat 2.500 inscrits".[25]
- Joan Josep Nuet, número sis. Coordinador general d'EUiA des del 2012, a més de ser-ne un dels fundadors, havia format abans part del PCC i CCOO. Des del 2011 ha estat diputat al Congrés espanyol amb el grup d'Esquerra Plural.
- Jéssica Albiach, número set. Periodista especialitzada en la comunicació i la política. En els últims anys ha treballat de secretària de comunicació a Podem Barcelona i a Podem Catalunya.
- Joan Giner, número vuit. Vinculat a diverses causes socials des del 15M, el 2012 va ser un dels fundadors de l'Ateneu Popular de Cornellà i actualment és el secretari general de Podem de la ciutat.
- Marta Ribas, número nou. Periodista de formació; va iniciar, però, carrera política a Rubí —va iniciar-se en política, a través d'ICV, a Rubí; on va entrar de regidora a l'ajuntament el 2004. El 2012 va deixar l'àmbit municipal per dedicar-se al Parlament, on havia estat diputada durant l'última legislatura.[26]
- Josep Vendrell, número deu. Va ser cap de gabinet del conseller Joan Saura al Departament de Relacions Institucionals i Participació de la Generalitat. També havia estat diputat del Parlament de Catalunya durant l'última legislatura per ICV.

- Anna Maria Pérez, número onze. Advocada especialista en estrangeria. Presidenta del Comitè de Garanties de Podem Catalunya.

- Marc Bertomeu, dotzè a la llista. Llicenciat en ciències polítiques i col·laborador de Podem a Barcelona. Ha estat portaveu, i més tard, secretari general del partit a Barcelona.

- Laura Massana, número tretze. Diplomada en treball social, s'adherí a ICV el 1991 i com a membre del corrent Compromís per la Independència, una escissió interna d'ICV.[27] Ha estat diputada al Parlament de Catalunya per ICV-EUiA des del novembre de 2006.[28]

- David Cid Colomer, número catorze. Llicenciat en Biologia (UPF) i Màster en Cooperació al Desenvolupament (UB). Ha participat en diferents moviments socials, com la Plataforma Aturem la Guerra i Unitat contra el Racisme i el Feixisme, a més de ser afiliat a CCOO, Greenpeace i SOS Racisme.[29] Ha estat també coordinador d'ICV Barcelona des de mitjans de juny de 2013.[30] Anteriorment havia estat coordinador de Joves d'Esquerra Verda entre el 2004 i 2008; és des d'aleshores responsable d'Acció Política i Moviments Socials a ICV.[30]

- Montserrat Pratdesaba, número quinze. Coneguda amb el sobrenom de Big Mama Montse, amb el qual s'ha dedicat professionalment a la música blues. Independent.

- Marc Llaó, número setze. Va ser militant d'EUiA, on havia ocupat el càrrec de responsable de l'Àrea d'Habitatge d'EUiA,[31] activista pels drets dels migrats i membre de l'Ateneu Roig. Actualment forma part del Consell de coordinació de Podem a Catalunya i n'és responsable d'organització.

- Núria Lozano, número disset. Ha estat militant de CCOO i d'EUiA des del 1998, on actualment és membre del consell nacional. També és fundadora de la xarxa de sindicalistes del Partit de l'Esquerra Europea, de la qual forma part del nucli coordinador.

- Juanjo Cáceres, número divuit. Membre del Consell Ciutadà Autonòmic de Podem a Catalunya. Llicenciat en Història a la UB el 1996, es doctorà també en Història a la UB el 2006, es diplomà en Ciències Empresarials a la UOC i es va titular també en el Máster oficial Investigació en empreses, finances i assegurances de la UB. És autor del llibre Comer y correr: Desmontando los mitos de la alimentación de los runners conjuntament amb Julio Basulto, a més de ser col·laborador docent a la UOC i alhora dirigir projectes a ANSOAP (Serveis i assessorament en anàlisi social aplicada a l'alimentació, el consum i el medi ambient). És membre de la Societat per a l'Estudi Interdisciplinari de l'Alimentació i els Hàbits Socials (SEIAHS), de la secció espanyola de la International Commision of Anthropology of Food (ICAF) i del grup de recerca "Benestar i Capital Social" (Universitat de Saragossa).[32]

- Noemí Ayguasenosa, número dinou. Diplomada en Gestió i Administració Pública i en Cultura de Pau per la Càtedra UNESCO de Cultura de Pau, a més de cursar un Postgrau o Màster en Seguretat Pública. Va començar a militar a Joves d'Esquerra Verda l'any 1998, organització de la que va ser coordinadora a la ciutat de Barcelona. Ha estat membre del Consell Nacional de la Joventut de Catalunya i militant del Moviment per la Pau i Consellera de Districte de Sant Andreu. Va participar en els dos Governs d'Entesa de la Generalitat de Catalunya, en l'equip que va dissenyar l'Institut Català Internacional per la Pau a la primera legislatura, i aplicant el diàleg en els conflictes d'ordre públic i seguretat a la segona.[33] També ha estat coordinadora d'ICV de Mataró, membre de l'executiva nacional d'ICV i del Consell Nacional d'ICV, i en el Secretariat i de la Comissió Executiva Local d'ICV a Mataró.[34] Com a afiliada a ICV, va ser assessora del diputat Raül Romeva al Parlament Europeu. Va gestionar els conflictes de seguretat quan Joan Saura va ser conseller d'Interior. L'any 2011 fou candidata del Maresme d'ICV-EUiA a les eleccions al Congrés dels Diputats, i ocupà el número 14 a la llista electoral per la província de Barcelona, que encapçalava Joan Coscubiela.

- David Companyon, número vint. Està afiliat a CCOO des del 1983 i és membre d'EUiA des que es va fundar; anteriorment havia estat al Partit Obrer Revolucionari des del 1981. A les eleccions del 25 de novembre de 2012, va ser elegit diputat al Parlament de Catalunya per la coalició ICV-EUiA. En crear-se la Mesa del Parlament, va ser nomenat Secretari Quart.

Tancaven la llista per Barcelona Vicenç Navarro, economista i catedràtic de Ciències Polítiques i Socials de la Universitat Pompeu Fabra, i Marina Subirats, exregidora del PSC a l'Ajuntament de Barcelona i catedràtica emèrita del departament de Sociologia de la UAB. Finalment, però, alguns dels noms que s'havien especulat com Teresa Forcades, Jordi Bonet Martí, Xavier Domènech Sampere, Itziar González, Gemma Ubasart, Esther Vivas, Gerardo Pisarello, entre d'altres, no van acabar a la llista final, en part perquè Procés Constituent es va desvincular de Catalunya sí que es Pot.

## Crítiques
El 16 de juliol de 2015, el mateix dia que es va donar a conèixer el nom oficial de la candidatura, la Plataforma d'Afectats per la Hipoteca a Catalunya va criticar, a través d'un comunicat, l'ús «partidista» que s'estava fent des de la coalició de partits d'esquerres del lema habitual de la plataforma «Sí que es pot»; en el comunicat reafirmaven que la PAH era apartidista, de consciència col·lectiva i política, i que no tenia cap vinculació amb aquesta candidatura. Que no estaven subjectes al control ni als interessos de cap partit, i que volien preservar la potència de tenir dins de l'organització persones diverses i de diferents sensibilitats, vinculades a diferents organitzacions polítiques, ja que creien que això era clau en la seva expansió i l'èxit del moviment.